# Roscrea
Roscrea (irisch Ros Cré) ist eine Stadt im County Tipperary im zentralen südlichen Binnenland der Republik Irland. Die Stadt hatte bei der Volkszählung 2022 insgesamt 5542 Einwohner.

## Ortslage
Roscrea liegt im äußersten Nordosten von Tipperary, an der Grenze zum County Offaly, zwischen Port Laoise und Nenagh.

## Geschichte
Der Ort entwickelte sich um ein ehemaliges, im 7. Jahrhundert vom heiligen Crónán gegründetes Kloster zu einer einstmals bedeutenden Handelsstadt; sein irischer Name Ros Cré bedeutet „Wald der Cré“ (früherer Frauenname). Ros Cré ist auch der Name eines Titularbistums der römisch-katholischen Kirche in Irland, das aus dem Kloster hervorgegangen war und Ende des 12. Jahrhunderts im Bistum Killaloe aufging.

## Gegenwart
Heute ist Roscrea hauptsächlich Verkehrsknotenpunkt und Industriestadt (vor allem Fleisch und Pharmazie), ohne bisher in nennenswertem Umfang Vertreter zukunftsträchtiger Spitzenindustrien gewonnen zu haben.
In Verbindung mit der Aufnahme zahlreicher osteuropäischer bzw. außereuropäischer Menschen auch in Roscrea kam es im Januar 2024 zu Bürgerprotesten, als auch das einzige Hotel des Ortes für die Unterbringung Geflohener in Anspruch genommen wurde.

## Verkehr
Durch Roscrea verlief die bedeutende Nationalstraße N7 von Dublin nach Limerick, die in ihrem weiteren Verlauf unter anderem nach Kerry in den touristisch gefragten irischen Südwesten führte. Von Dublin ist Roscrea 122 km entfernt, von Limerick City 71 km. Nach der Fertigstellung der Autobahn M7  wurde die N7 zur Regionalstraße R445 herabgestuft. Die Autobahn führt südlich am Ort vorbei. Die N7 kreuzte sich in Roscrea mit der N62, die von Athlone im Norden über Thurles zur N8 nach Cork und zur N24 nach Waterford führt.
An den Schienenverkehr in Irland ist Roscrea durch die Nebenlinie der Iarnród Éireann von Ballybrophy (Hauptlinie Dublin -> Cork) nach Limerick angeschlossen. Der örtliche Bahnhof wurde 1857 eröffnet. Außerdem binden unter anderem mehrere Buslinien von Bus Éireann und JJ Kavanagh die Stadt an den überregionalen Personenverkehr an.

## Sehenswürdigkeiten

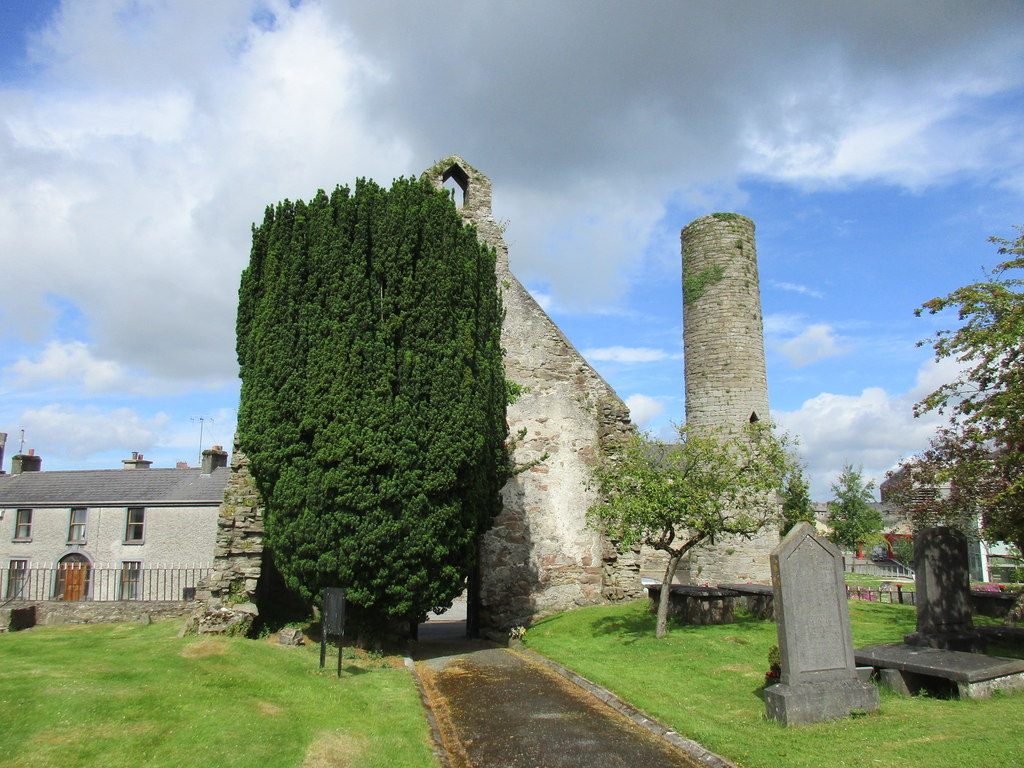
Kirchenruine und Rundturm

Auf dem Gelände des vom heiligen Crónán gegründeten Klosters (es wird von der Straße R445 durchschnitten) sind noch erhalten:
- die Westfront mit dem Giebel der romanischen Kirche.[3]
- ein Hochkreuz.[3]  Hierbei handelt es sich um eine Nachbildung; das Original wurde 2004 in das nahegelegene „Black Mill Centre“ (Museum) versetzt[4]
- auf der anderen Straßenseite steht der 20 m hohe Rundturm.[3]

Darüber hinaus gibt es noch:
- Roscrea Castle ist eine im 13. Jahrhundert errichtete Niederungsburg, die von 1315 bis 1703 im Besitz der Familie Butler of Ormonde war und zum „National Monument“ erklärt wurde.
- Der Ort beherbergt die 1878 gegründete Trappisten-Abtei Mount St. Joseph mit neugotischer Abteikirche. Die Mönche pflegen die monastische Liturgie und betreiben Landwirtschaft, ein Gymnasium und ein Gästehaus.
- Acht Kilometer nordwestlich von Roscrea, bei Templemore, in den Timoney Hills, liegen die Timoney Stones (irisch Clocha Tuaim Eabhna), eine Menhirgruppe, die keinem erkennbaren Muster folgt.

## Persönlichkeiten
- Peter Butler, Vater von Richard Walter Butler (um 1600–1634), Oberst im Heer Wallensteins und an dessen Ermordung beteiligt
- Anthony Hamilton (um 1645–1720), französischer Generalleutnant und Schriftsteller schottischer Herkunft
- Daisy Bates (1859–1951), irisch-australische Journalistin
- Willie Walsh (1935–2025), römisch-katholischer Bischof von Killaloe